# Parigi-Camembert 1955
La Parigi-Camembert 1955, sedicesima edizione della corsa e valida come evento del circuito UCI categoria CB1.1, si svolse il 12 aprile 1955. Fu vinta dal francese Jean-Marie Cieleska.

## Ordine d'arrivo (Top 10)
| Pos. | Corridore                  | Squadra                    | Tempo                      |
| ---- | -------------------------- | -------------------------- | -------------------------- |
| 1    | Jean-Marie Cieleska        | Gitane-Hutchinson          |                            |
| 2    | Fernand Picot              | Arrow                      |                            |
| 3    | Henri Gremaux              | -                          |                            |
| 4    | Serge Blusson              | Gitane-Hutchinson          |                            |
| 5    | 26 ciclisti a s.t. ex æquo | 26 ciclisti a s.t. ex æquo | 26 ciclisti a s.t. ex æquo |